# Moufang-Identitäten
Eine zweistellige Verknüpfung {\displaystyle \cdot } auf einer Menge {\displaystyle X} erfüllt die Moufang-Identitäten (benannt nach der deutschen Mathematikerin Ruth Moufang), wenn für alle {\displaystyle a,b,c\in X} die Gleichungen
(M1) {\displaystyle {\Big (}a\cdot (b\cdot a){\Big )}\cdot c=a\cdot {\Big (}b\cdot (a\cdot c){\Big )}}
und
(M2) {\displaystyle (a\cdot b)\cdot (c\cdot a)=a\cdot {\Big (}(b\cdot c)\cdot a{\Big )}}
gelten.
Dual dazu werden auch folgende Gleichungen als Moufang-Identitäten bezeichnet:
(M1') {\displaystyle {\Big (}(a\cdot b)\cdot c{\Big )}\cdot b=a\cdot {\Big (}b\cdot (c\cdot b){\Big )}}
und
(M2') {\displaystyle (a\cdot b)\cdot (c\cdot a)={\Big (}a\cdot (b\cdot c){\Big )}\cdot a}
In einer Quasigruppe {\displaystyle (M,\cdot )} impliziert eine dieser vier Gleichungen jeweils die drei anderen. Außerdem sichert jede dieser Gleichung die Existenz eines neutralen Elements zu. Eine Quasigruppe, in der also (mindestens) eine der Moufang-Identitäten erfüllt ist, ist demnach eine Loop, die dann auch Moufang-Loop genannt wird. 

## Bezug zu anderen Formen der Assoziativität
Bei den Moufang-Identitäten handelt es sich um eine abgeschwächte Form des Assoziativgesetzes. Außer für assoziative Verknüpfungen gelten die Moufang-Identitäten auch für Alternativkörper wie zum Beispiel die Oktonionen.
Gelten in einem Magma {\displaystyle (M,\cdot )} mit einem neutralen Element {\displaystyle 1} die Moufang-Identitäten (M1) und (M2), dann gilt für die Verknüpfung {\displaystyle \cdot }
- die Linksalternativität (wegen (M1) mit {\displaystyle b=1}):

{\displaystyle (a\cdot a)\cdot c={\Big (}a\cdot (1\cdot a){\Big )}\cdot c=a\cdot {\Big (}1\cdot (a\cdot c){\Big )}=a\cdot (a\cdot c)}
- das Flexibilitätsgesetz (wegen (M2) mit {\displaystyle c=1}):

{\displaystyle (a\cdot b)\cdot a=(a\cdot b)\cdot (1\cdot a)=a\cdot {\Big (}(b\cdot 1)\cdot a{\Big )}=a\cdot (b\cdot a)}
Gelten in {\displaystyle (M,\cdot )} mit einem neutralen Element {\displaystyle 1} jedoch die Moufang-Identitäten (M1') und (M2'), dann gilt für die Verknüpfung {\displaystyle \cdot }
- die Rechtsalternativität (wegen (M1') mit {\displaystyle c=1}):

{\displaystyle (a\cdot b)\cdot b={\Big (}(a\cdot b)\cdot 1{\Big )}\cdot b=a\cdot {\Big (}b\cdot (1\cdot b){\Big )}=a\cdot (b\cdot b)}
- das Flexibilitätsgesetz (wegen (M2') mit {\displaystyle b=1}):

{\displaystyle a\cdot (a\cdot b)=(a\cdot 1)\cdot (c\cdot a)={\Big (}a\cdot (1\cdot c){\Big )}\cdot a=(a\cdot b)\cdot a}
In einem flexiblen Magma {\displaystyle (M,\cdot )}, in dem für die Verknüpfung {\displaystyle \cdot } also das Flexibilitätsgesetz gilt, folgt M2' direkt aus M2 (und umgekehrt), und es gelten folgende zusätzliche Identitäten
(M3, folgt aus M1)   {\displaystyle {\Big (}(a\cdot b)\cdot a{\Big )}\cdot c={\Big (}a\cdot (b\cdot a){\Big )}\cdot c=a\cdot {\Big (}b\cdot (a\cdot c){\Big )}}
(M3', folgt aus M1') {\displaystyle {\Big (}(a\cdot b)\cdot c{\Big )}\cdot b=a\cdot {\Big (}b\cdot (c\cdot b){\Big )}=a\cdot {\Big (}(b\cdot c)\cdot b{\Big )}}